# Bundesamt für Strassen
Das Bundesamt für Strassen ASTRA (französisch Office fédéral des routes OFROU, italienisch Ufficio federale delle strade USTRA, rätoromanisch Uffizi federal da vias UVIAS) ist eine Bundesbehörde der Schweiz.

## Geschichte
Die Gründung erfolgte 1998. Die Behörde mit Sitz in Ittigen BE ist zuständig für Strasseninfrastruktur und individuellen Strassenverkehr. Primäres Ziel des ASTRA ist die «Sicherstellung der Funktionsfähigkeit des Nationalstrassen und Hauptstrassennetzes». Das Bundesamt für Strassen ist dem Eidgenössischen Departement für Umwelt, Verkehr, Energie und Kommunikation UVEK unterstellt.

## Dienstleistungen
- Fahrzeughalterregister, Ausnahmebewilligungen, Homologation von Fahrzeugen
- Verkehrsregeln im innerörtlichen Verkehr
- Strassenbaulastträger
- Verkehrsmanagement und Verkehrsdaten
- „Truckinfo“ Service für Schwerlastverkehr
- Schweizerische Strassenverkehrszählung
- Fonds für Verkehrssicherheit FVS
- Inventar historischer Verkehrswege der Schweiz (IVS)

## Kritik

### Bewerbung von Strassenbauprojekten
Im Herbst 2024 geriet das Bundesamt für Strassen in die öffentliche Kritik, da es unter anderem für die Durchsetzung der umstrittenen Abstimmungsvorlage des Ausbaus der Schweizer Autobahnen (Eidgenössische Volksabstimmung über den Ausbauschritt 2023 für die Nationalstrassen vom 24. November 2024) im grossen Umfang externe PR-Agenturen beschäftigt und diese mit Steuergeldern in Millionenhöhe bezahlt habe. Allein für das Jahr 2023 seien auf diese Weise für die Bewerbung von Strassenbauprojekten 5,4 Mio. Schweizer Franken eingesetzt worden. In Zeiten einschneidender Sparmassnahmen zu Sanierung der Bundesfinanzen, sei den kommerziellen externen Firmen dabei weitgehend freie Hand bei der inhaltlichen Gestaltung der Argumentation und der – nachträglich mit dem Logo des ASTRA – versehenen Empfehlungen gegeben worden. Derzeit ist nicht bekannt, inwieweit diese auch in die Abstimmungsinformationen (Abstimmungsbüchlein) zuhanden des Stimmvolks eingeflossen sind: So deckten Schweizer Medien auf, dass darin die Kosten des geplanten Autobahn-Ausbaus entgegen der Beteuerungen des zuständigen Bundesrats Albert Rösti um knapp eine Milliarde Schweizer Franken "schöngerechnet" worden seien. Als brisant wurde der Vorschlag eines "Einflussversuchs" von Seiten der vom ASTRA beschäftigten externen Werbeagentur Infrakom eingeschätzt, wonach Schrebergartenbesitzer mit Hilfe eines gesponserten Grillfests von medienwirksamen Protestaktionen gegen den von ihnen abgelehnten Rheintunnel abgehalten werden sollten. "Ausserdem offenbare ein internes Konzept, dass alle Medienanfragen [an das Astra] durch einen 'Philosophiecheck' der Agentur laufen sollten."

## Personalbestand ab 2001
| Jahr | Vollzeitstellen |
| ---- | --------------- |
| 2001 | 154             |
| 2002 | 157             |
| 2003 | 157             |
| 2004 | 170             |
| 2005 | 169             |
| 2006 | 168             |
| 2007 | 234             |
| 2008 | 360             |
| 2009 | 405             |
| 2010 | 433             |
| 2011 | 448             |
| 2012 | 458             |
| 2013 | 486             |
| 2014 | 497             |
| 2015 | 500             |
| 2016 | 504             |
| 2017 | 497             |
| 2018 | 508             |
| 2019 | 532             |
| 2020 | 561             |
| 2021 | 582             |
| 2022 | 594             |
| 2023 | 600             |
| 2024 | 593             |